# Voghiera

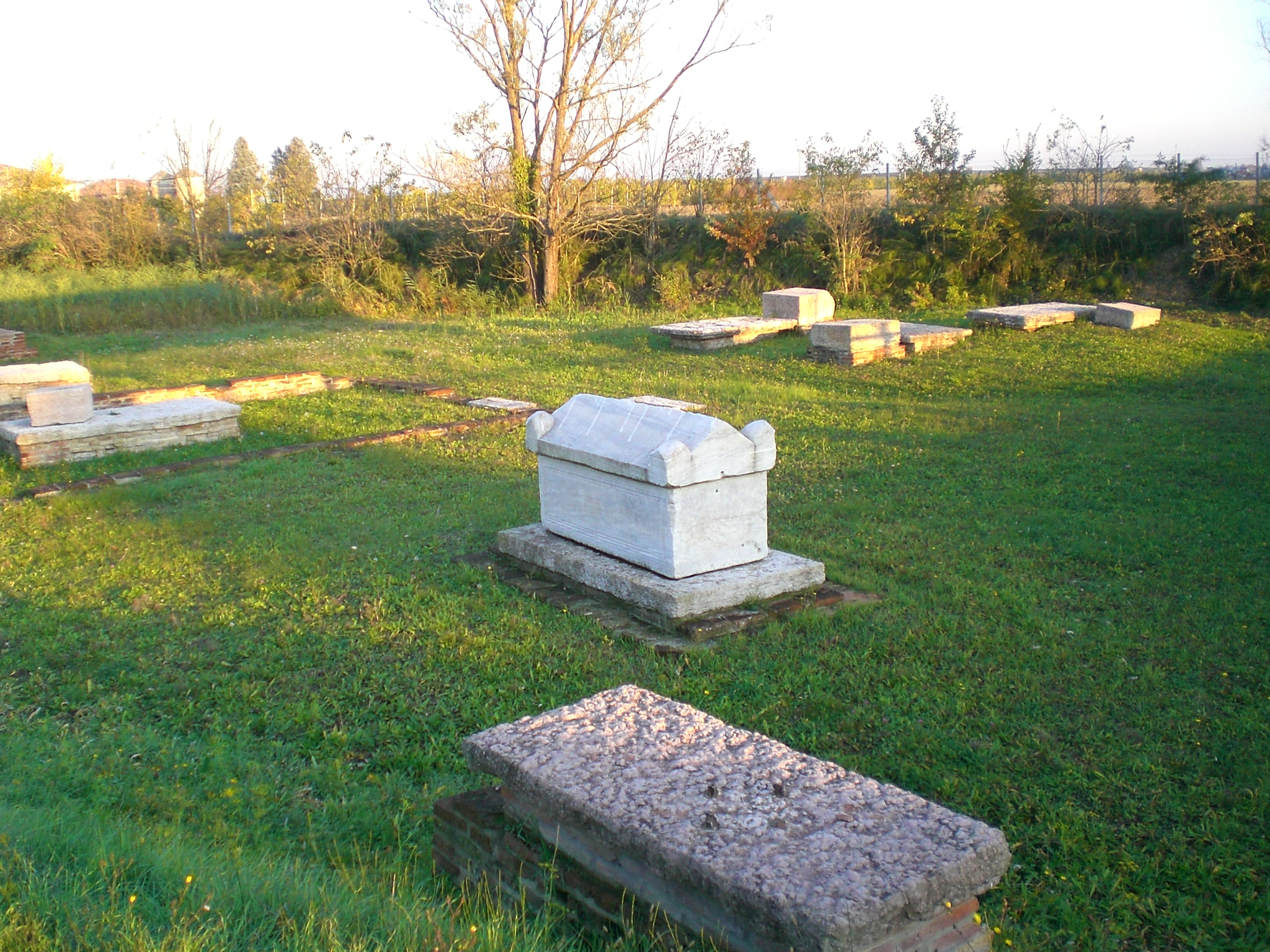
Zone archéologique de Voghenza.

Voghiera (Vughièra en dialecte de Ferrare) est une commune italienne de la province de Ferrare, dans la région Émilie-Romagne.

## Géographie
La commune de Voghiera est située à une altitude qui varie de 1 à 7 mètres, dans une zone de plaine fortement alluvionnaire du delta du Pô dans la fourche faite par le Pô de Volano au Nord et le bras du Pô de Primaro (Pô mort) au Sud.
La cité est desservie par les SP29 qui mène de Ferrare (15 km) à Portomaggiore (8 km) et la SP37 qui relie la cité à la nationale SS16 (Ferrare-Argenta-Ravenne) et à l’autoroute Ferrare-Porto Garibaldi.
- Bologne : 43 km
- Milan : 216 km
- Padoue : 73 km
- Venise : 88 km
- Vérone : 97 km

## Histoire
Voghiera fut un hameau de Portomaggiore jusqu’au 20 janvier 1960, quand elle fut proclamée commune autonome.

## Monuments et lieux d’intérêt
- Delizia di Belriguardo, un des palais des Este.
- Église paroissiale de la nativité de S. Maria, du XVIIe siècle
- Oratoire de S. Antonino, du XIIIe siècle
- Église de San Leo, de San Tommaso Becket, de San Lorenzo, de la SS Concezione (XVIIIe siècle)
- Nécropole romaine de Voghenza (Ier siècle av. J.-C. - IIIe siècle av. J.-C.)
- Parc Massari-Mazzoni (XVIIIe siècle)

## Économie
- Économie essentiellement agricole : céréalière, maraîchère, fruitière, vinicole et fourragère.
- Artisanat et petites industries textiles.

## Culture

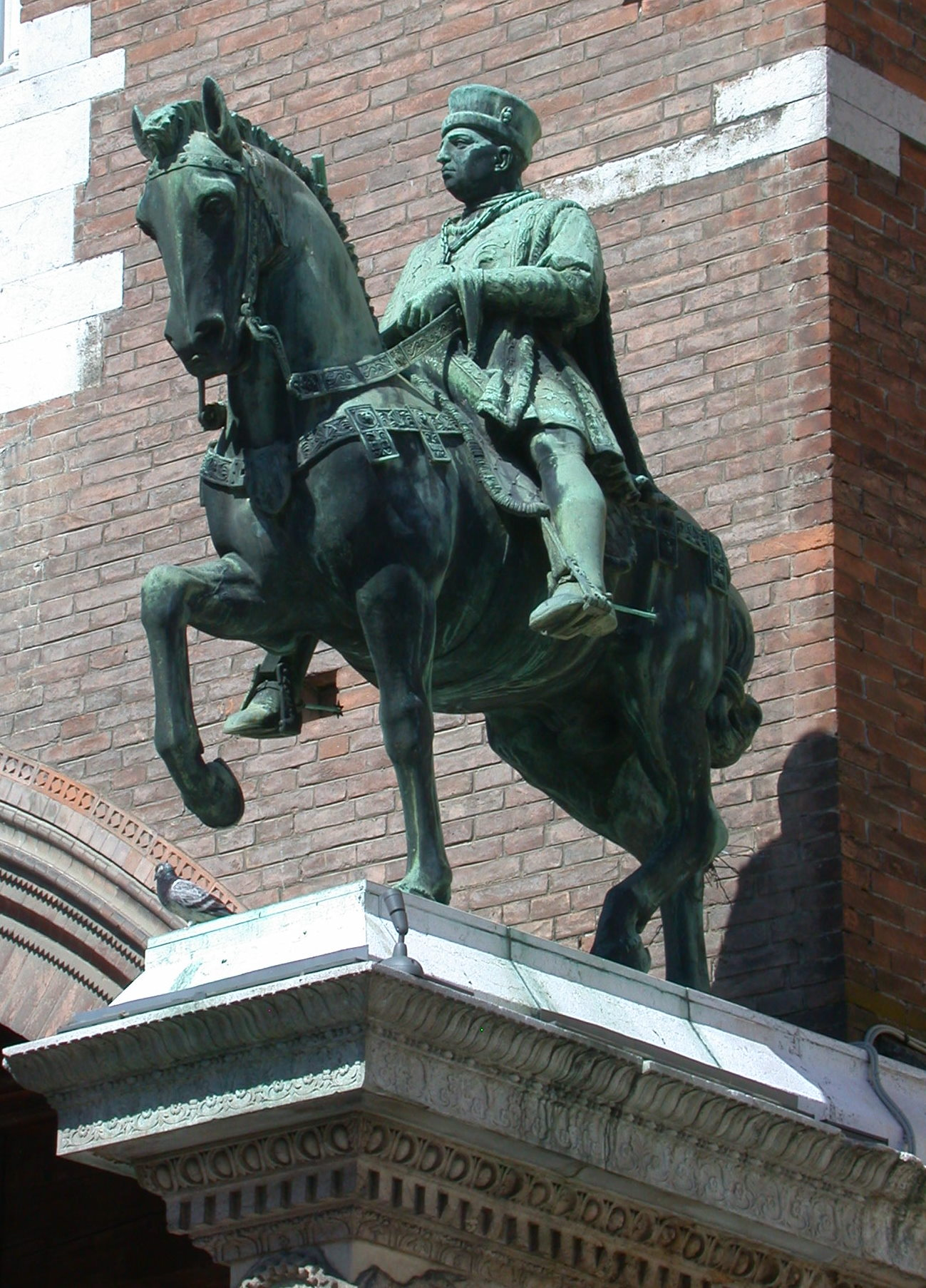
Statue de Nicolas III d'Este

- Musée civique de Belriguardo, archéologie, renaissance, art moderne. Objets issus des fouilles archéologiques de la cité romaine de Voghenza et céramiques des XIVe et XVIIe siècles[2].
- Musée du modélisme historique.

## Personnalités liées à Voghiera
- Nicolas III d'Este (1393-1441), fit réaliser la Delizia di Belriguardo.
- Alphonse Ier d'Este (1476-1534), séjourna à la Delizia di Belriguardo.
- Lucrèce Borgia (1480-1519), séjourna à la Delizia di Belriguardo.
- Torquato Tasso (1544-1595), séjourna à la Delizia di Belriguardo.

## Administration
| Période                                  | Période  | Identité        | Étiquette     | Qualité |
| ---------------------------------------- | -------- | --------------- | ------------- | ------- |
| 14/06/2004                               | En cours | Claudio Fioresi | Liste civique |         |
| Les données manquantes sont à compléter. |          |                 |               |         |

### Hameaux
Ducentola, Gualdo, Montesanto, Voghenza

### Communes limitrophes
Argenta (17 km), Masi Torello (6 km), Portomaggiore (8 km).

## Population

### Évolution de la population en janvier de chaque année
| 1861  | 1901  | 1921  | 1951  | 1961  | 1971  | 1981  | 1991  | 2001  |
| ----- | ----- | ----- | ----- | ----- | ----- | ----- | ----- | ----- |
| 3 139 | 4 160 | 4 696 | 5 497 | 4 833 | 4 286 | 4 077 | 4 088 | 3 945 |

| 2011  | - | - | - | - | - | - | - | - |
| ----- | - | - | - | - | - | - | - | - |
| 3 918 | - | - | - | - | - | - | - | - |

### Ethnies et minorités étrangères
Selon les données de l’Institut national de statistique (ISTAT) au 1er janvier 2011 la population étrangère résidente était de 76 personnes.
Les nationalités majoritairement représentatives étaient :
| Pos. | Pays     | Population |
| ---- | -------- | ---------- |
| 1    | Ukraine  | 18         |
| 2    | Maroc    | 9          |
| 3    | Roumanie | 8          |
| 4    | Albanie  | 7          |
| 5    | Moldavie | 6          |

## Sources
- (it) Cet article est partiellement ou en totalité issu de l’article de Wikipédia en italien intitulé « Voghiera » (voir la liste des auteurs) le 02/10/2012.